# Operation Regenbogen
Die Operation Regenbogen (hebräisch מבצע קשת בענן Miwtza keschet baAnan) bezeichnet eine Landoperation der israelischen Armee Tzahal (Israel Defence Forces, IDF) im Gazastreifen an der Grenze zu Ägypten vom 18. bis 21. Mai 2004.

## Vorgeschichte
Der israelische Ministerpräsident Ariel Scharon legte seinen einseitigen Abkoppelungsplan am 3. Februar 2004 vor. Dieser Plan wurde von den Palästinensern mehrheitlich abgelehnt. Um einen reibungslosen Rückzug der israelischen Siedlungen aus den Gazastreifen zu gewährleisten, startete die israelische Armee die Operation.
Im Vorfeld der Operation kam es am 10. Mai 2004 zu schweren Kämpfen zwischen der israelischen Armee und militanten Palästinensern. Dabei kamen sechs israelische Soldaten und sieben palästinensische Kämpfer ums Leben.

## Ziele
Ziel der Militäroperation war es, in Rafah im Gazastreifen den Schmuggel von Waffen, deren Besitz nach dem bisherigen Abkommen für die Palästinenser illegal ist, aus Ägypten zu verhindern. Damit sollten Überfälle auf jüdische Siedlungen eingedämmt sowie Selbstmordattentate und Raketenangriffe auf Israel im Vorfeld erschwert werden. Auch sollte der von Israel geplante Abzug aus dem Gazastreifen sicherer werden.
Ein weiteres Ziel war die Verbreiterung der bis zu 200 Meter breiten und neun Kilometer langen Grenzstraße zu Ägypten. Diese Straße hat für das israelische Militär strategische Bedeutung. Auch sollte der Waffenschmuggel aus Ägypten durch die Zerstörung von Tunneln eingeschränkt werden.

## Ablauf
Am 18. Mai 2004 besetzte das israelische Militär ein Flüchtlingslager in Rafah an der Grenze zu Ägypten. Am 21. Mai 2004 zog sich die israelische Armee aus Rafah zurück.

## Folgen
- Berichten zufolge tötete die IDF 32 Zivilisten, davon 10 unter 18 Jahren, und 12 bewaffnete Kämpfer. Gefunden wurden bei der Operation drei Tunneleingänge, von denen einer nur aus einem teilweise gegrabenen Schacht bestand, der Wochen zuvor schon von der Palästinensischen Autonomiebehörde mit Beton versiegelt worden war.[4]
- Internationale Kritik gegen diese Art der Terrorbekämpfung kam unter anderem von der amerikanischen Regierung unter George W. Bush bei gleichzeitigem Verweis der US-Regierung auf das Recht Israels auf Selbstverteidigung.
- Eine Resolution des Weltsicherheitsrats verurteilte die Tötung von Zivilpersonen und die Zerstörung von Wohnhäusern. Israel müsse als Besatzungsmacht gewissenhaft seine rechtliche Verantwortung gemäß der Vierten Genfer Konvention erfüllen und das Leben von Zivilisten in Kriegszeiten schützen.
- Im Rahmen der Aktion wurden 166 Häuser zerstört und damit 2085 Menschen obdachlos gemacht.[4]
- Die Abriss-Offensive der israelischen Armee endete am Freitag, dem 21. Mai 2004.

Die Operation war auch Teil eines Planes zur Schaffung eines neutralisierten Gazastreifens, der keine Bedrohung für Israel darstellt.
Die Gefahr solcher israelischen Militäraktionen sah man in der Wirkung aufgrund der exponierten Lage (Zentrum dreier Weltreligionen), auf andere Gebiete wie Irak, al-Qaida, Antisemitismus, US-Außenpolitik. Man befürchtete die Umsetzung der Roadmap nach vorhandenen Zeichnungen sowie umfangreiche  Militäraktionen und Tötungsaktionen gegen palästinensische Zivilisten. Unterstützt werden solche Befürchtungen angesichts der Gewaltpolitik bestimmter israelischer Politiker, namentlich Ariel Scharon.

## Weitere Entwicklung
Israels Justizminister Josef Lapid erklärte im Kabinett: Das Bild einer alten Palästinenserin in den Trümmern ihres Hauses erinnere ihn „an [seine] Großmutter im Holocaust“. Es gebe keine Vergebung für Menschen, die eine alte Frau so behandelten. Damit kritisierte er den blutigen Militäreinsatz und die Hauszerstörungen der israelischer Armee im Flüchtlingslager Rafah scharf. Lapid warnte vor der internationalen Ächtung Israels: „Man wird uns aus den Vereinten Nationen werfen, die Verantwortlichen in Den Haag vor Gericht stellen, und keiner wird mehr mit uns reden wollen.“